# یرواند دوم
یرواند دوم (ارمنی: Երուանդ Բ) (انگلیسی: Orontes II) پسر یرواند یکم و روزگونه دختر اردشیر دوم، شاهنشاه هخامنشی بود. پس از اینکه داریوش سوم به تخت پادشاهی ایران نشست، یرواند دوم را به عنوان ساتراپ ارمنستان انتخاب نمود.
وی در نبرد گوگمل در سال ۳۳۱ پیش از میلاد شرکت کرد و طی این جنگ کشته شد.

## جستارهای ویژه
- یرواند یکم
- داریوش سوم
- نبرد گوگمل